# Liechtenstein ved vinter-OL 2022
Liechtensteins deltagelse ved vinter-OL 2022 i Beijing, Kina i perioden 4. – 20. februar 2022.

## Deltagere
Følgende er listen over disciplinerne, som repræsenterede deltagere optræder i.
| Sport         | Mænd | Kvinder | Total |
| ------------- | ---- | ------- | ----- |
| Alpint skiløb | 1    | 0       | 1     |
| Langrend      | 0    | 1       | 1     |
| Total         | 1    | 1       | 2     |

## Medaljer
| 2022 Beijing  | Guld | Sølv | Bronze | Total |
| Liechtenstein | -    | -    | -      | -     |

### Medaljevindere
| Liechtenstein under vinter-OL 2022 i Beijing | Liechtenstein under vinter-OL 2022 i Beijing | Liechtenstein under vinter-OL 2022 i Beijing | Liechtenstein under vinter-OL 2022 i Beijing | Liechtenstein under vinter-OL 2022 i Beijing |
| Medalje                                      | Navn                                         | Sport                                        | Event                                        | Dato                                         |
| -------------------------------------------- | -------------------------------------------- | -------------------------------------------- | -------------------------------------------- | -------------------------------------------- |
| Guld                                         | -                                            | -                                            | -                                            | -                                            |
| Sølv                                         | -                                            | -                                            | -                                            | -                                            |
| Bronze                                       | -                                            | -                                            | -                                            | -                                            |